# تفريق (فلم)
تفريق (بالفارسية: تفریق) فيلم نوار وإثارة ايراني من اخراج وسيناريو ماني حقيقي. وبطولة ترانة عليدوستي ونافيد محمد زاده.

## القصة
فرزانة هي مدربة قيادة شابة تعيش مع زوجها جلال. في أحد الأيام، ترى زوجها يدخل منزل امرأة مجهولة. عندما تواجه جلال، يدعي أنه لم يكن في المدينة في ذلك الوقت. لاحقًا، يقرر جلال التحقق من المنزل بنفسه. عندما يصل جلال إلى هناك، يلتقي بامرأة تدعى بيتا وهي صورة طبق الأصل من فرزانة. مذهولين، يقارن الاثنان صور شركائهما، زوج بيتا، محسن، يبدو أيضًا مطابقًا لجلال.

## الممثلون
- ترانه عليدوستي بدور: فرزانة و بيتا.
- نافيد محمد زاده بدور: جلال و محسن.
- سهيلة رضوي
- سعيد تشانجيزيان
- علي باقري
- وحيد اغابور
- إسماعيل بوريزا
- فرحام عزيزي
- جيلدا فيشكي

## روابط خارجية
- مقالات تستعمل روابط فنية بلا صلة مع ويكي بيانات